# Борохов, Александр Исаакович
Александр Исаакович Борохов (1925―2005) ― советский и российский врач-терапевт, доктор медицинских наук, профессор Смоленского государственного медицинского института, заслуженный врач Российской Федерации.

## Биография
Александр Исаакович Борохов родился 11 января 1925 года в селе Орловка (ныне — Черниговская область Украины). Участвовал в Великой Отечественной войне. Окончил Смоленский государственный медицинский институт в 1949 году, после чего в течение трёх лет работал в клинической ординатуре при кафедре факультетской терапии под руководством заслуженного деятеля науки РСФСР, профессора Константина Васильевича Пунина. В 1952—1957 годах служил в Военно-морском флоте СССР, руководил терапевтическими отделениями в военно-медицинских учреждениях.
После увольнения в запас в феврале 1957 года вернулся в СГМИ. На протяжении десяти лет работал на кафедрах сначала факультетской, а затем госпитальной терапии в качестве ассистента, доцента. В 1960 году защитил диссертацию на соискание учёной степени кандидата медицинских наук по теме: «Изменение функции внешнего дыхания у больных с хроническими неспецифическими процессами в лёгких под влиянием некоторых лечебных и диагностических приёмов»; а в 1966 году стал доктором медицинских наук, защитив диссертацию по теме: «Аутоиммунизация при острых и хронических неспецифических воспалительных процессах в лёгких».
В 1967—1995 годах заведовал кафедрой госпитальной терапии, до конца жизни был профессором этой же кафедры. Параллельно с преподавательской работой активно занимался врачебной практикой, был главным консультантом Смоленской больницы № 3, долгие годы возглавлял Смоленское областное научное общество врачей-терапевтов. Кроме того, занимался научно-исследовательской работой, опубликовал более 200 научных работ, 9 из которых — монографии. Основные научные интересы — болезни лёгких и сердца. Являлся ответственным редактором 15 книг. Совместно с С. К. Зубковым и В. Г. Степановым Борохов разработал новый метод лечения астмы, нашедший применение в отечественной медицине. Руководил первым в СССР эпидемиологическим исследованием хронических болезней лёгких. По его инициативе и при непосредственном участии в Смоленске было создано одно из первых в СССР пульмонологическое отделение и первые в области отделения неотложной кардиологии. Под руководством А. И. Борохова защищены 26 кандидатских и 3 докторских диссертации.
Умер 28 декабря 2005 года, похоронен на Тихвинском кладбище Смоленска.
Заслуженный врач Российской Федерации (21.11.1995), награждён орденами Отечественной войны 2-й степени, Дружбы народов и медалями, в том числе Серебряной медалью имени И. П. Павлова «За развитие медицины и здравоохранения» Российской академии естественных наук.
В память об А. И. Борохове установлены мемориальные доски на доме, где он жил на проспекте Гагарина, № 7, а также на терапевтическом корпусе Смоленской клинической БСМП.